# Jack Mourioux
Jacques „Jack“ Mourioux (* 6. März 1948 in Saint-Michel-sur-Orge) ist ein ehemaliger französischer Radrennfahrer und Radsporttrainer.
Jack Mourioux war ein vielseitiger Radsportler, auf Bahn und Straße. Bei den Olympischen Sommerspielen 1968 in Mexiko-Stadt war er Mitglied des französischen Bahnvierers, der im Viertelfinale der Mannschaftsverfolgung ausschied. Mit Alain Van Lancker als Partner gewann er 1967 das Sechstagerennen für Amateure in West-Berlin.
1969 wurde er französischer Meister im Sprint der Profis. Dreimal – 1972, 1973 und 1974 – startete er bei der Tour de France, ohne sich jedoch im vorderen Feld zu platzieren. 1974 gewann er eine Etappe der Mittelmeer-Rundfahrt.
Mourioux startete bei 38 Sechstagerennen, von den er vier gewann: 1969 in Montreal mit Alain Van Lancker, 1970 in Brüssel mit Peter Post, 1971 und 1974 in Grenoble mit Van Lancker. 1973 wurde er zudem mit Van Lancker Zweiter der Europameisterschaft im Zweier-Mannschaftsfahren.
1977 trat Jack Mourioux vom aktiven Radsport zurück und wurde Trainer. Ab 1985 betreute er verschiedene Nationalmannschaften des französischen Radsportverbandes, zuletzt die männlichen Bahnradsportler des Ausdauerbereichs.

## Erfolge
1969
- Sechstagerennen von Montreal (mit Alain Van Lancker)
- Französischer Meister – Sprint

1970
- Sechstagerennen von Brüssel (mit Peter Post)

1971
- Sechstagerennen von Grenoble (mit Alain Van Lancker)

1973
- Europameisterschaft – Zweier-Mannschaftsfahren (mit Alain Van Lancker)

1974
- eine Etappe Mittelmeer-Rundfahrt
- Sechstagerennen von Grenoble (mit Alain Van Lancker)